# Guillermo Santana García
Guillermo Santana García conocido también por el nombre guanche de Guetón, fue un soldado desertor, político independentista canario, miembro del Buró Político del MPAIAC, Comandante de las Fuerzas Armadas Guanches y dirigente de un grupo de choque en la isla Gran Canaria.
Su mujer se llamaba María del Pilar López-Sánchez Caballero, que también fue detenida.

## Biografía
Desertó de la marina en el año 1974 cuando estaba cumpliendo el servicio militar en la Guerra del Sáhara, junto con un compañero, dirigiéndose a Mauritania donde permaneció algún tiempo como refugiado político y llevándose dos metralletas y una pistola. Su Ingreso al MPAIAC ocurrió anterior a la deserción.
A mediados de octubre de 1976. por orden de Cubillo, se presentó en Las Palmas en calidad de responsable militar del M.P.А.I.А.С. en Gran Canaria, con objeto de iniciar la «Propaganda armada».
Guetón fue el instructor de los diferentes Comandos del MPAIAC, a quienes les enseñó la confección de los artefactos explosivos entre otras cosas.
Lucha Armada
Los siguientes atentados fueron aquellos en los que participó Guetón, aunque algunos podrían haber sido inventados o ejecutados por otras personas, ya que fue la policía quien proporcionó esta información.
El 1 de noviembre de 1976 fabricó y colocó el artefacto que explotó en Galerías Preciados, comenzando la lucha armada del MPAIAC y las FAG.
El 2 de noviembre fabricó y colocó un artefacto que no llegó a explotar junto al Gobierno Civil.
El 11 de noviembre fabricó y colocó un artefacto que no llegó a explotar en la Agencia de Viajes Canarias Express.
El 24 de noviembre fabricó y colocó un artefacto que no llegó a explotar en un cubo de basuras junto a "Wagons Lits Coock".
El 5 de diciembre participó con otras 4 personas, en el incendio del Hotel Beverly-Park. y el mismo día participó en el robo de unas multicopistas en el Colegio «Obispo Pildaín» de Telde.
El 7 de enero de 1977, Guetón particpó en el atraco de la atraco de la "Royal Air Maroc" junto con Juan Antonio Mohamed Delgado y Echeyde de la que se llevaron 86.000 pesetas en moneda española y de 200 a 300 francos franceses. El 25 de enero la guardia civil entra a su domicilio, pero no le encuentran, aunque sí detiene en él a su esposa, María del Pilar López Sánchez Caballero, natural de Madrid, de 23 años, funcionaria del INP y con quién convivía Guetón. En el apartamento fueron hallados 15 multiplicadores fulminantes eléctricos, 4 fulminantes eléctricos, 120 cartuchos de caza de diferentes calibres, cables eléctricos, estuches de relojes despertador, herramientas de cerrajería, diverso material de propaganda del MРАІАС y objetos robados en el atraco de la Royal Air Maroc.
El 13 de enero colocó los 7 artefactos que explotaron en la noche en las Agencias de Viajes "Fernando Poo", "South Africa", "Iberia", Terminal de Iberia, en Avenida Marítima, y Almacenes Simago.
El día 11 de febrero de ese mismo año es detenido José Antonio Santana Jesús, quien les dijo que el huido Guetón se hallaba en Las Palmas y que la noche anterior había estado con él en su oficina y habían contactado telefónicamente con Cubillo en Argel.
El 15 de febrero, un joven arrojó una granada de mano contra un microbús de la Policía Armada con 5 miembros en su interior que regresaban al acuartelamiento. La explosión causó destrozos al vehículo policial, así como a otros aparcados, sin que se registraran heridos. El autor del hecho fue detenido minutos más tarde, fue identificado como Carmelo Ramírez Álvarez. Del duro interrogatorio al que fue sometido por funcionarios del Cuerpo General de Policía, determinaron su pertenencia al MPAIAC y la identidad de la persona que le había facilitado la granada resultó ser Guetón.
Otras acciones que realizó Guetón, aunque de menor fiabilidad por haber sido proporcionadas por un periódico son: proporcionó en distintas ocasiones artefactos a otros militantes del MPAIAC para su colocación, dirigió el asalto al depósito de explosivos de la cantera de La Laja, con resultado negativo por la carencia de material explosivo, intentó asaltar un local de la OJE en Alcaravaneras para apoderarse de material de submarinismo. También proyectó sabotear el repetidor de RTVE en El Lasso, desistiendo por la presencia de la Guardia Civil, y tenía en estudio el asalto al polvorín de Unión Explosivo Rio Tinto.

### Primer encarcelamiento
El mediodía del 16 de febrero de 1977 Guetón fue detenido llevando en el momento de la detención, una granada de mano del mismo tipo que la arrojada contra el vehículo de la Policía Armada, una pistola marca Маc, calibre 9 mm (parabellum) con una bala en la recámara, dos cargadores completos con 8 cartuchos, así como abundante munición y 339.000 pesetas, en billetes de mil. Fue detenido en la zona del Mercado Central de Las Palmas, cuando se disponía a comer, por cuatro inspectores del Cuerpo General de Policía, fue detenido a sus veintipocos años de edad.
Desde su encarcelamiento enfermó de tuberculosis, con los pulmones y las vísceras destrozadas, por culpa de las torturas y malos tratos recibidos por los guardias de la prisión.

### Motín y huelga de hambre
En julio de 1977 unos 200 presos del MPAIAC, entre ellos Guetón, se amotinaron en la azotea de la prisión provincial de Barranco Seco, en un acto de protesta contra la resolución de trasladar a los presos a diferentes cárceles españolas. Dicha acción continuó con la huelga de hambre de varios presos, oponiéndose a su traslado, en la que él fue uno de los que más luchó y uno de los que estuvo en grave estado.
Solidaridad Canaria le preguntó sobre las condiciones de las cárceles, a un compañero de Guetón, en la cárcel de Barranco Seco (Gran Canaria), quien les confesó las condiciones inhumanas y el trato recibido en las cárceles:

Cuando empezó la huelga de hambre, en el mes de agosto, para protestar por las represalias del Motín, se llevaron inmediatamente a Guetón, Mohamed y Servando al "sotano". De esta forma se vulnera la prohibición de la Cruz Roja Internacional, que fechas antes había prohibido la utilización de dicho sotano. El resto de los siete huelguistas seríamos alojados en las celdas de castigo (una celda compuesta por dos literas, un lavabo, letrina y un estrecho espacio), porque no cabíamos en el sótano. Como nos negamos a entrar en las mísmas, avisaron a los antidisturbios, penetrando en la cárcel unos 80

### Traslado y estancia en Cádiz
En agosto de 1977 fue trasladado al Penal de El Puerto de Santa María por estar acusado de delitos de jurisdicción militar. Según fuentes oficiales la acusación consistía en deserción (4 años), robo de armas (3 años) y robo de dinero (12 años).
Solidaridad Canaria llevó a cabo varios trámites y averiguaciones para tratar el tema con una mayor información. Según Solidaridad Canaria y el secretario de la Comisión Jurídica: "Guillermo Santana no sólo debe ser puesto en Libertad por una mera obligación moral, nacida del interés por las libertades democráticas del pueblo canario. Tampoco por la equivalencia de derechos contraídos por la justicia nacidos tras la liberación de Matute. Sino simplemente, por la aplicación ordenada de las leyes sobre amnistía, y sin ninguna clase de interpretación extraña y subjetiva, como hemos visto hasta ahora. Y fundamentalmente porque la deserción y el robo de armas fue cometido después de sus contactos con el MPAIAC, y por lo tanto entra dentro de lo que se suele denominar delitos de intencionalidad política".
En cuanto al robo de dinero, declararon: "Parece ser que no hubo tal, puesto que cuando pidió asilo político en Mauritania, no llevaba dinero. Así lo atestiguan los soldados mauritanos que lo detuvieron en la frontera. Por todos estos motivos, y atendiendo a los intereses democráticos del pueblo canario, en su lucha por conseguir el establecimiento real de los Derechos Humanos en el Archipiélago, Solidaridad Canaria aprobó en su última asamblea realizar las gestiones necesarias para que el último preso político canario actualmente, sea puesto inmediatamente en Libertad".
También Solidaridad Canaria sobre el robo de dinero: "se le acusa de haber robado 40.000 pesetas que no se llevaron pero que según dicen cuando descubrieron su fuga también faltaba esta cantidad de dinero. No existe ninguna prueba puesto que cuando llegaron a Mauritania no disponian de esta cantidad ni de ninguna y fue imposible que se lo gastaran en sólo unas horas de la noche, tal acusación se la hacen a él personalmente ya que a su compañero se le dejó en libertad provisional y libre de este cargo desde hace más de un año. Además, la petición fiscal por el supuesto robo de dinero que repito no se llevaron en un principio era de 6 años (mínima) pero cuando se enteraron de quien era le subieron a 12 años (máxima)."
Solidaridad Canaria también le preguntó al compañero de Guetón sobre las condiciones de la cárcel de Cádiz, a donde, los siete huelguistas fueron trasladados en el barco Manuel Soto, esposados por parejas y distribuidos en distintos camarotes. Al llegar, Guetón y Mohamed fueron conducidos directamente al Penal de Santa María, mientras que los otros permanecieron en la ciudad.

Alla nos trataban como animales. Barranco Seco comparado con la de Cádiz era un palacio. Nos daban de comer auténtica basura. Las celdas tenían mucha humedad y no nos daban ni una manta.

El 2 de enero de 1978 el MPAIAC secuestró el buque Antonio Armas, que desde Las Palmas se dirigía a Valencia, y lo desviaron a Orán, los dos secuestradores dejaron una nota al capitán en la que decía:

El motivo de este secuestro es hacer una llamada de atención a los pueblos de España, en particular, y a los del mundo, en general, sobre la ilegal retención de nuestro compañero y militante del MPAIAC, Guetón, que fue detenido en febrero de 1977.
Es bien sabido que las causas por las que fue detenido tiene cabida dentro de las ya aprobadas normas de amnistía. Sin embargo el Gobierno colonialista y fascista español se niega a reconocer este hecho y por tanto a liberar a nuestro compañero, cometiendo así una de las ya incontables injusticias contra nuestro pueblo canario.
Esta arbitrariedad es cometida siguiendo la política colonialista de terror contra los pueblos sometidos por España, de la que Canarias es el último representante.
Sin embargo, el Gobierno colonialista español sabe perfectamente que la lucha por la independencia que hace nuestro pueblo le conducirá inexorablemente a la victoria.
¡Viva Canarias Libre y socialista!
¡Viva la Guañac Guanche!
MPAIAC

### Liberación
El 17 de enero de 1978, fue puesto en libertad en Cádiz, tras llegar a Canarias fue recibido en los locales de Solidaridad Canaria de la ciudad de Las Palmas por un numeroso grupo de independentistas canarios y periodistas, así como por algunos de sus compañeros. Fue felicitado por su resistencia en prisión y por su "libertad conquistada por el Pueblo de Canarias". Así mismo recibió felicitaciones del SOC, CCT, PCU, PTC, PCC y otras organizaciones independentistas canarias.
Guetón declaró sobre su estado en las cárceles: "Se especializan en torturar a prisioneros canarios cuando están atados de manos y de pies"
El 6 de abril de 1978, Guetón desde Argel llamó al periódico "El Eco de Canarias" y les dijo, sobre el atentado de la Comisaría de la Plaza de la Feria: "Cierto que reivindicamos el atentado, que ya fue reivindica do el mismo día por uno de los grupos que actúan en Tamarán. La lucha se intensificará. Exigimos se trate a las personas que tienen detenidas como prisioneros de guerra, de acuerdo con lo adoptado en el acuerdo de Ginebra. Hacemos un llamamiento al Gobierno español para que reconsidere los tres puntos expuestos el 28 de septiembre de 1976, si no desea que la lucha se intensifique hasta llegar a extremos demasiados dolorosos para todos".[10]
Cuando se le preguntó sobre el tipo de explosivo usado, dijo que emplearon cuatro kilos de "Goma 2" con metralla, habiendo sido los autores un comando de la FAG (Fuerza Armada Guanche), y no un grupo de choque.[10]
El 9 de abril, Guetón llamó al mismo periódico para informar la noticia de la detención de dos españoles en relación con el Intento de asesinato a Antonio Cubillo. y les dijo que Antonio Cubillo mejoraba dentro del estado de gravedad.
El 19 de junio Guetón se comunicó con el periódico de El Eco de Canarias y le comunicó lo siguiente sobre el atentado en las Oficinas de la south African:

A las 20.00 horas estalló una bomba de relojería colocada por un grupo de choque del MPAIAC en las oficinas de la South African, de la calle Luis Morote, número 6. Con esta acción queremos hacer patente nuestra solidaridad revolucionaria internacionalista con la heróica lucha del pueblo de Africa del Sur por sus legítimos derechos nacionales y contra la politica de apartheid que el Gobierno racista mantiene sometida a la población autóctona. Avisamos que mientras sigan utilizando los puertos y aeropuertos del Archipiélago canario como vía de abastecimiento de todo género por el régimen de Pretoria, intensificaremos nuestros ataques contra todo lo que represente a ese régimen y a sus colaboradores sobre el suelo de nuestra patria guanche.
¡Viva el Africa libre!
¡Viva la heróica lucha del pueblo de Africa del Sur!
¡Viva Canarias libre y socialista!».

### Segundo encarcelamiento
El día 25 de septiembre, Guetón estaba en una clínica cuando lo detuvieron. Hicieron un registro en su casa donde los policías no encontraron nada de qué acusar a Guetón, y lo único que encontraron fue una hoja de una revista española, y una foto de Guetón con unos amigos. Desde el día en que lo hicieron prisionero, Guetón se declaró en huelga de hambre y el día 29 del mismo mes le dio un ataque que lo dejó paralizado por lo que los carceleros lo llevaron al Hospital Insular.
Así que, con la ley antiterrorista, Guetón fue pasado a disposición judicial el día 3 de octubre, dependiendo del Juzgado Central de Madrid N.º 2.
Fue acusado por presuntos delitos de terrorismo y concretamente los artefactos explosivos colocados en distintos puntos de Las Palmas hacen recaer las sospechas sobre el miembro del MPAIAC, que desde principios de verano, se encontraba en la ciudad.
Se propuso hacer una manifestación en solidaridad y por la libertad de Guetón, pero ese jueves, por culpa del despliegue de fuerza de la policía, con jeeps y armas antidisturbios.
El MIC consideró a Domingo Acosta causante de la segunda detención de Guetón, puesto que Acosta afirmó que "el comandante Guetón se encontraba en Las Palmas organizando la lucha armada del MPAIAC." y estas declaraciones hicieron que la policía llevara a cabo varias gestiones para confirmar la noticia, dando como resultado la detención de Guetón, que se le detuvo en la comisaría de Policía de Las Palmas prestando declaración y pendiente de ser trasladado a prisión.
Solidarida Canaria emitió este comunicado tras el robo de documentos sobre Guetón:

En la madrugada del 11 del mes en curso, han sido asaltados nuestros locales de la calle Juan de Quesada, núm. 21. Las características de la acción, en la que han desaparecido de nuestros archivos documentación referente a la campaña que estamos llevando a efecto en favor de los pescadores del langostero «Las Palomas», el grave estado de salud de Guillermo Santana Garcia (Comandante Guetón), que se encuentra hospitalizado desde hace once dias en el Hospital Insular, debido a la huelga de hambre que mantiene desde hace 16 días, e información sobre incendios forestales, desmanes arqueológicos, y urbanisticos en diferentes municipios de la isla; gran cantidad de fotos que apoyaban lo denominado anteriormente, los libros oficiales de la Asociación y listas de socios. Es la típica acción de mentes retrógradas, y con actitudes de este tipo lo único que consiguen es darnos la razón y confirmarnos la necesidad de continuar con nuestra labor con más fuerza. Comunicamos a nuestros socios que el martes, 17, a las 20.30. tendrá lugar una reunión informativa, de carácter urgente, para informar sobre lo sucedido.

### Liberación
El 30 de octubre de 1978 Guetón fue puesto en libertad. El Juzgado Central número 2 de la Audiencia Nacional, que se ocupaba de las diligencias, dictó su libertad sin fianza.
1980 editó e impulsó la publicación de obras sobre cultura e historia canarias, por ejemplo, en aparece como editor de la “Colección Guanche” en Las Palmas.

## Poesía
Guetón compuso esta poesía el 10 de febrero de 1976, seis días antes de que le encarcelasen, esta poesía sería usada por el grupo Aitiden Guanche para acompañar un discurso de Cubillo:

Tilelly Azarug
Tilelly, Tilelly, Azarug
Tilelly, Tilelly, Azarug
Guanche yo soy
y la vida yo doy.
Por la libertad
de mi pueblo yo estoy.
Tilelly, Tilelly, Azarug
Tilelly, Tilelly, Azarug
Guanche te pido
unión en verdad,
cojamos las armas
con el M.P.A.Ι.Α.C.
Tilelly, Tilelly, Azarug
Tilelly, Tilelly, Azarug
Luchemos unidos
por la libertad,
que tu pueblo entero
reclamando va.
Luchemos unidos
por la libertad
que tu pueblo entero
reclamando va.
Tilelly, Tilelly, Azarug
Tilelly, Tilelly, Azarug
Unámonos todos
en la lucha final
para que nuestra Patria
sea una realidad.
Unámonos todos
en el M.P.A.I.A.C.
que es la vanguardia
de la libertad.

Tilelly, Tilelly, Azarug
Tilelly, Tilelly, Azarug
Tilelly, Tilelly, Azarug
Guetón 10-2-1976